# Attaque du port de Berdiansk
Ne doit pas être confondu avec Bataille de Berdiansk.
Invasion de l'Ukraine par la Russie de 2022
L'attaque du port de Berdiansk est une frappe menée par les forces ukrainiennes contre des navires de la Marine russe au mouillage dans le port de Berdiansk le 24 mars 2022, pendant l'invasion russe de l'Ukraine. Un navire de débarquement de classe Alligator, le Saratov (coque no 150), est coulé, et deux navires de débarquement de la classe Ropucha subissent des dommages, mais peuvent quitter le port,. 

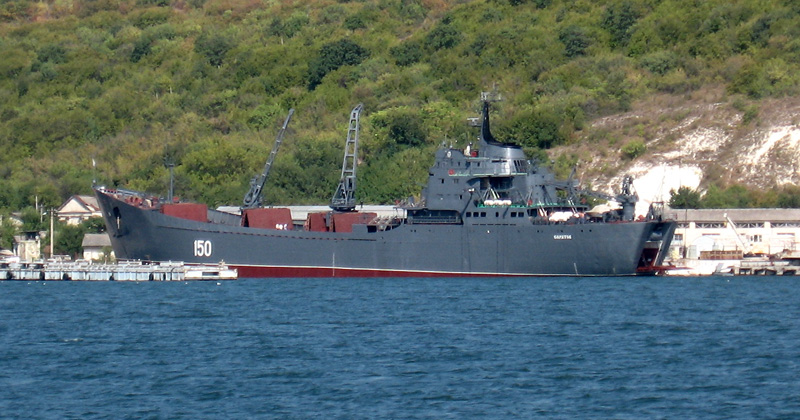
Le Saratov à Sébastopol en 2007.

La destruction du Saratov est, jusqu'au 14 avril 2022 et l'explosion du Moskva, la perte navale la plus lourde subie par la Russie depuis le début de l'invasion, et l'un des succès les plus significatifs de l'Ukraine,.

## Prise et occupation de Berdiansk

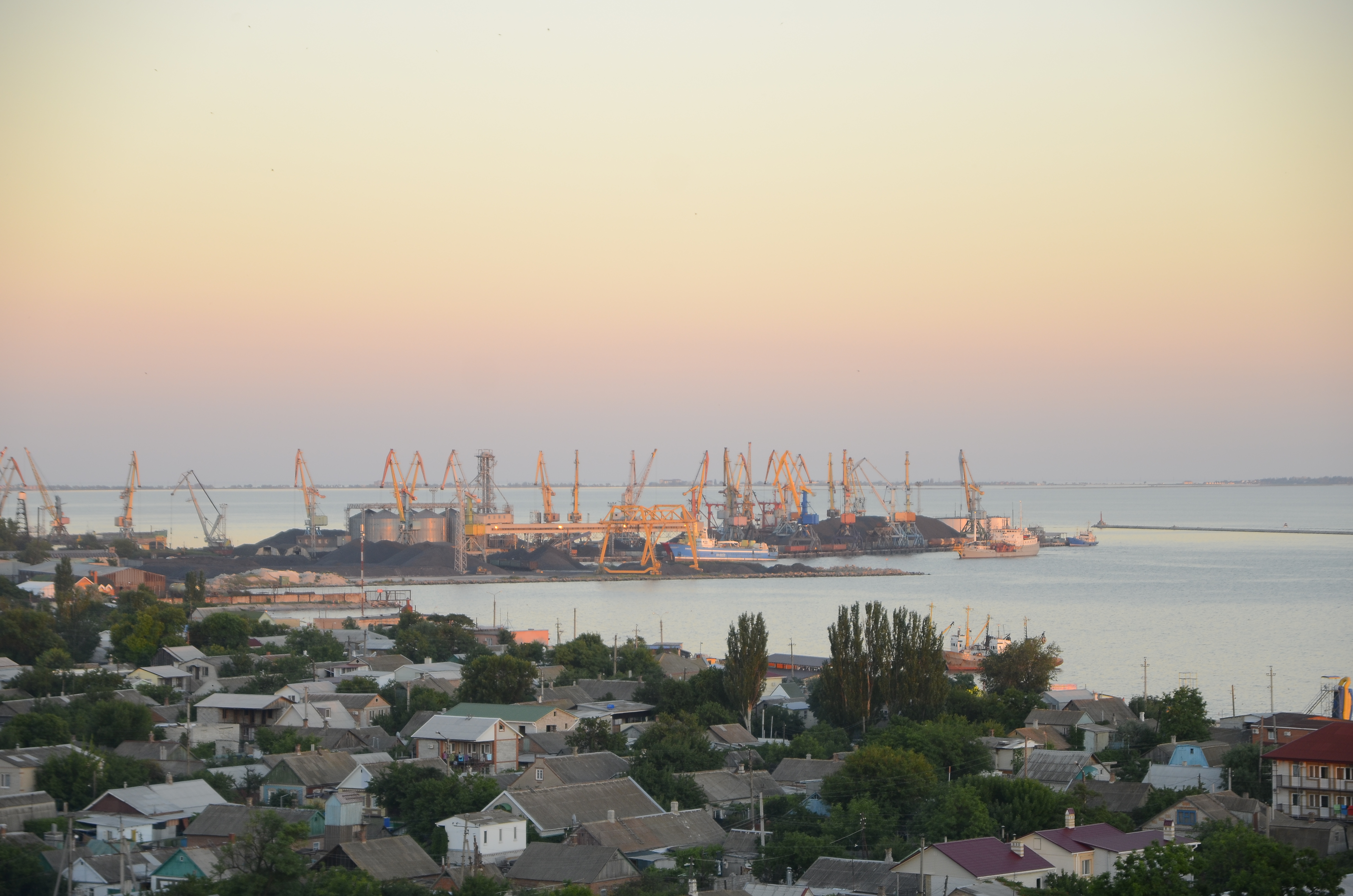
Le port de Berdiansk.

Le 26 février, les troupes russes s'emparent du port de Berdiansk et de l'aéroport de Berdiansk,.
À partir du 14 mars, le port est utilisé comme noyau logistique dans la mer d'Azov par les Russes pour soutenir leur offensive dans le sud de l'Ukraine et notamment pendant le siège de Marioupol. Le 21 mars, le média russe Zvezda rapporte l'arrivée de transports amphibies à Berdiansk. Un officier de la marine russe l'a décrite comme « un événement historique qui ouvrira des possibilités logistiques à la marine de la mer Noire. »

## Attaque
L'attaque s'est produite à 7 h 45 le 24 mars. L'incendie à bord du Saratov provoque une grande explosion, car le navire est apparemment chargé de munitions. L'explosion endommage deux navires de débarquement de classe Ropucha à proximité, le Tsezar Kounikov et le Novotcherkassk. Ces deux navires s'échappent du port tout en éteignant leurs propres incendies et retournent ensuite accoster en Crimée. De grands réservoirs de pétrole sur la jetée et un navire marchand à proximité qui y avait été amarré avant l'invasion sont aussi détruits, brûlant encore le lendemain.
L'attaque aurait été menée avec un missile balistique tactique OTR-21 Totchka, mais certaines sources affirment qu'un drone Bayraktar TB2 avait été utilisé.

## Conséquences
L'imagerie satellite confirmera plus tard que le Saratov a coulé au mouillage, sa superstructure dépassant de la surface de l’eau. Selon des sources ukrainiennes, 8 membres d'équipage ont été tués sur le Tsezar Kounikov et 3 autres sur le Novotcherkassk ; les pertes sur le Saratov sont inconnues.
Les services de renseignement britanniques estiment que le naufrage du Saratov provoque une perte de confiance de la marine russe à opérer non loin des côtes ukrainiennes. Au 31 mars, aucune autre tentative de ravitaillement par des navires amphibies n'a été observée, selon le Département de la Défense des États-Unis.